# 統御
統御（統馭、とうぎょ、英: leadership）は、部隊を統率するにあたって心的作用により部隊の心的な要素を強化することによって非合理的・精神的な面で任務遂行を指導することをいう。しばしば狭義のリーダーシップの意味で用いられる。
具体的には指揮官の精神・人格・哲学・能力・率先・垂範・部下への理解などにより、部下がより規律を守り、士気を高め、団結を強め、積極的に指揮に従おうとするリーダーシップの一機能を指す。